# Sèvre Niortaise

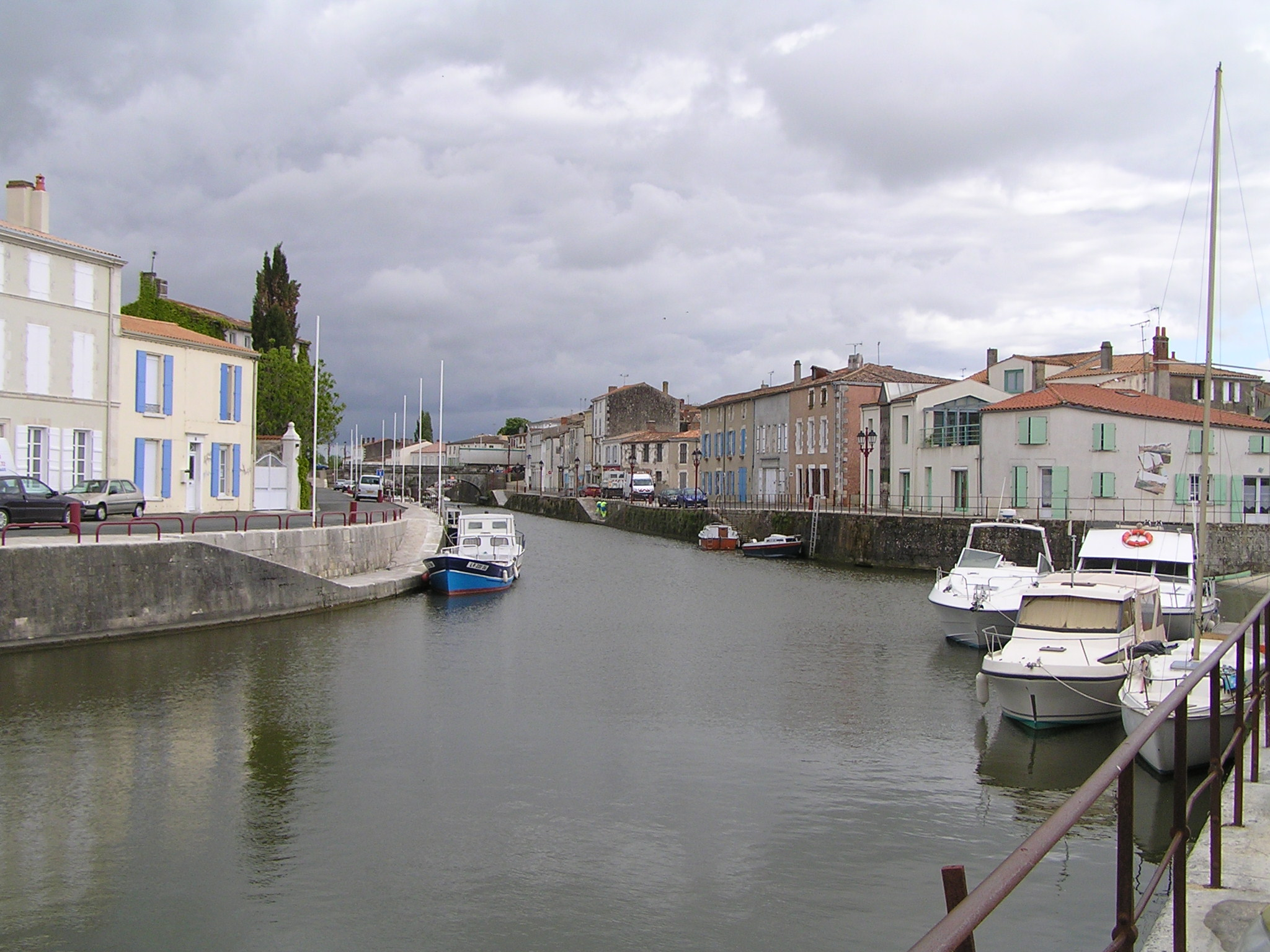
A folyó Marans-nál

A Sèvre Niortaise folyó Franciaország nyugati részén, Új-Aquitania és Loire mente régiókban.  
Deux-Sèvres megyében, Sepvret községnél ered, 153 m tengerszint feletti magasságban, átfolyik a Poitevin-mocsáron. La Rochelle-től északra, az Atlanti-óceán-ba, Aiguillon-öbölbe torkollik. Hossza 158 km.
Partján a legnagyobb város Niort megyeszékhely (prefektúra), melyről a nevét kapta, megkülönböztetésül a másik Sèvre, Sèvre Nantaise folyótól  (Nantes-i Sèvre). Ettől kezdve a folyó jellemzően nyugati irányba folyik. Jóval kisebb, a torkolathoz közeli városa Marans, a Marais Poitevin regionális natúrpark egyik központja. A folyón számos kisebb műtárgy: gát, zsilip, híd épült.
Nagyobb mellékfolyója bal parton a Mignon, jobb parton az Autise (Autize). A térképek a Vendée-t is a mellékfolyójának mutatják, habár az nem közvetlenül a Sèvres-be, hanem az avval párhuzamosan kiépített csatornába (Contre-bot de vix) ömlik L’Île-d’Elle közelében.